# Løgismose (virksomhed)
 For alternative betydninger, se Løgismose. (Se også artikler, som begynder med Løgismose)
Løgismose er en dansk fødevarevirksomhed, der producerer og sælger mad og drikkevarer. Firmaeet har to datterselskaber; Løgismose Wine og Løgismose Dairy. Den driver også en delikatessebutik i København og har online salg. I 2011 påbegyndte de et samarbejde med discountsupermarkedskæden Netto, der lancerede produktlinje under Løgismosenavnet i 2010. Firmaeet er i dag en del af Løgismose Meyers.
Løgismose var i 2016 den første mælkeproducent til at få dyrevelfærds-mærket "anbefalet af Dyrenes Beskyttelse". Her er blandt andet krav om, at tyrekalve ikke må aflives.

## Historie
Løgismose blev grundlagt af Sven og Lene Grønlykke, der opgav deres karriere som filmskabere for i stedet at blive kulinariske entreprenører. De opkaldte deres virksomhed efter deres herregård Løgismose på Fyn, som de havde købt i 1965. I 1970 opkøbte det det lokale Haarby Mejeri, der stod til at skulle lukke, og Falsled Kro, der var en nedslidt kro. De omdannede kroen til en gourmetrestaurant med fransk mad og introducerede nouvelle cuisine til Danmark under den franske kok Michel Michaud. I begyndelsen fløj de madvarer ind fra Frankrig, men det blev i stigende grad erstattet med varer fra deres egen herregård og lokale producenter. De importerede også franske vine, særligt beaujolais-vin, og introducerede Georges Duboeufs vine til det danske marked.
I 1976 etablerede parret også gourmetrestauranten Kong Hans Kælder i København., der blev landets første michelinrestauranten. I 2016 blev restauranten købt af Flemming Skouboe og hans familie, der også ejer Henne Kirkeby Kro.

## Ejerskab
Virksomheden blev købt af IK Investment Partners og er blevet lagt sammen med Claus Meyers virksomhed Meyer og har dannet Løgismose Meyers i 2015.

## Forretningsområder
Løgismose har solgt delikatesser i en butik ved Nordre Toldbod i København siden 1982.
Løgismose Mejeri blev grundlagt af Sven Grønlykke i 1969 i det tidligere Haarby Mejeris bygninger. Firmaeet ligger nu i det tidligere Allested mejeri I Allested.